# Катри, Рене де
Рене де ла Круа де Кастри (фр. René de La Croix de Castries; 6 августа 1908, Ла-Бастид-д’Анграс, департамент Гар, Окситания — 17 июля 1986, Париж) — французский историк, прозаик, редактор. Президент
Института Франции (1982). Член Французской академии (кресло № 2, с 1972 по 1986), меценат. Пользовался псевдонимом герцог де Кастри (duc de Castries).

## Биография
Представитель знатной семьи. Детство провёл в родовом замке. Изучал политологию и финансы.
Участник Второй мировой войны, мобилизован в сентябре 1939 года и направлен на службу в Ливане. Вернулся во Францию в 1940 году и был избран мэром коммуны Кастро (Эро) в 12 км к северо-востоку от Монпелье (до 1950).
Занимался литературной деятельностью, редактировал ежедневную газету.
В 1951 году переехал в Париж, читал лекции в Cercle de l’Union intelliée, в 1964 году стал вице-президентом Общества французских писателей (Société des gens de lettres).
Занялся историческими исследованиями, опубликовал в 1956 году биографию своего предка маршала Франции Шарля Эжена Габриэля де ла Круа де Кастрии, которая была удостоена премии Французской академии. С тех пор регулярно издавал исторические труды, преимущественно относящиеся к периоду 1750—1850 годов.
С 1972 по 1986 год — член Французской академии (кресло № 2). С 1977 года — член Академии флоралий. Президент Французского исторического общества (1974—1975). Член Французской академии Монпелье (1972).
В 1934 году выкупил родовой замок Шато де Кастри и в 1985 году передал его Институту Франции.

## Награды
- Офицер ордена Почётного легиона
- Кавалер Ордена Сельскохозяйственных заслуг (Франция)
- Командор Ордена Искусств и литературы

## Избранные публикации
- Mademoiselle de Méthamis (Calmann-Lévy, 1945)
- Monsieur de Gerland (Jean Vigneau, 1947)
- Les Ténèbres extérieures (Editions La Colombe, 1951)
- Le Maréchal de Castries (Fayard, 1956)
- Languedoc méditerranéen (with André Chamson, Hachette, 1956)
- Le Château de Castries (André Barry, 1958)
- Le Testament de la Monarchie. Tome I : L’indépendance américaine (Fayard, 1958)
- Le Testament de la Monarchie. Tome II : L’Agonie de la Royauté (Fayard, 1959)
- Les Rencontres de Stanley (Éditions France-Empire, 1960)
- Mirabeau ou l’échec du Destin (Fayard, 1960)
- Le Règne de Louis XVI (Club du livre, 1961)
- Le Testament de la Monarchie. Tome III : Les Émigrés (Fayard, 1962)
- Maurice de Saxe (Fayard, 1963)
- La Conspiration de Cadoudal (Del Duca, 1964)
- Les Guerres de Louis XIV et de Louis XV (Plon-Perrin, 1964)
- Le Testament de la Monarchie. Tome IV : De Louis XVIII à Louis-Philippe (Fayard, 1965)
- La Vie quotidienne des émigrés (Hachette, 1966)
- Orages sur l’Église (SPES, 1967)
- Madame du Barry (Hachette, 1967)
- Louis XVIII, portrait d’un roi (Hachette, 1969)
- Le Testament de la Monarchie. Tome V : Le Grand Refus du Comte de Chambord (Hachette, 1970)
- Henri IV, Roi de Cœur, Roi de France (Éditions Larousse, 1970)
- Histoire de France des origines à 1970 (Éditions Robert Laffont, 1971)
- Madame Récamier (Larousse, 1971)
- Figaro ou la vie de Beaumarchais (Hachette, 1972)
- La Fin des Rois. Tome I : Louis XVIII à la recherche de son Royaume (1789—1815) (Librairie Jules Tallandier, 1972)
- La Fin des Rois. Tome II : La France de Louis XVIII (1815—1824) (Librairie Jules Tallandier, 1972)
- La Fin des Rois. Tome III : Charles X (1757—1836) (Librairie Jules Tallandier, 1972)
- La Fin des Rois. Tome IV : Louis-Philippe, Roi des Français (1830—1840) (Librairie Jules Tallandier, 1973)
- La Fin des Rois. Tome V : L’écroulement de la Monarchie (1840—1848) (Librairie Jules Tallandier, 1973)
- La Conquête de la Terre Sainte par les Croisés (Éditions Albin Michel, 1973)
- La Fayette, pionnier de la liberté (Hachette, 1974)
- La France et l’indépendance américaine (Éditions Perrin, 1975)
- Chateaubriand ou la puissance du songe (Éditions Perrin, 1976)
- Papiers de famille (France-Empire, 1977)
- L’Aube de la Révolution, réédition de l’Agonie de la royauté (Librairie Jules Tallandier, 1978)
- La Vieille Dame du quai Conti (Éditions Perrin, 1978)
- Rois et reines de France(Librairie Jules Tallandier, 1979)
- Les Rendez-vous de l’Histoire (Éditions Perrin, 1979)
- Louis-Philippe(Librairie Jules Tallandier, 1980)
- La Terreur blanche (Éditions Perrin, 1980)
- La Pompadour (1983)
- Monsieur Thiers (Éditions Perrin, 1983)
- La Reine Hortense (1984)
- Julie de Lespinasse (1985)
- La Scandaleuse Madame de Tencin (Éditions Perrin, 1986)